# Coalizione Socialista Democratica
La Coalizione Socialista Democratica (in spagnolo Coalición Socialista Democrática, abbreviata "CSD")  è stata una coalizione politica cubana, guidata dal generale Fulgencio Batista. La coalizione venne fondata nel 1939 e partecipò alle Elezioni generali a Cuba del 1940 che furono vinte dallo stesso Batista. I partiti membri della coalizione erano quattro: il Partito Liberale di Cuba (Liberalismo), il Partito dell'Unione Nazionalista (Conservatorismo), l'Unione Rivoluzionaria Comunista (Comunismo) e l'Associazione Nazionale Democratica (Conservatorismo).
La coalizione vinse 36 dei 136 deputati contro i 45 del Fronte d'Opposizione. Nelle Elezioni generali a Cuba del 1944 la coalizione supportò il candidato presidente Carlos Saladrigas Zayas e il candidato vicepresidente Ramón Zaydín. Ciò nonostante le elezioni vennero vinte da Ramón Grau San Martín.
Nelle elezioni generali a Cuba del 1954 la coalizione corse con la nuova denominazione di Coalizione Nazionale Progressista.